# サルヴァトーレ・ファルボ＝ジャングレコ
サルヴァトーレ・ファルボ＝ジャングレコ（Salvatore Falbo Giangreco, 1872年5月28日 - 1927年4月8日）は、イタリアの作曲家。
シチリア州シラクーザ県アーヴォラ出身。パレルモのベッリーニ音楽院で学び、管弦楽曲、オペレッタ、吹奏楽曲などの作品を作曲した。マンドリンオーケストラ作品も手掛け、たびたびコンクールに入選した。

## 作品

### オペラ
- フィオレルロ

### オペレッタ
- 王女の物語

### 管弦楽曲
- 3楽章の組曲

### マンドリンオーケストラ
- 組曲「田園写景」
- 序曲ニ短調
- 組曲「スペイン」
- 間奏曲
- ジプシー風セレナータ

### マンドリン四重奏曲
- プレクトラム四重奏曲